# Anna Casassas i Figueras
Anna Casassas i Figueras (Barcelona, desembre de 1958) és una traductora catalana, llicenciada en dret i que va exercir d'advocada, però que actualment es dedica exclusivament a la traducció al català d'obres escrites en francès i italià. Actualment és una de les traductores al català més reconegudes i rellevants.
Va ser guardonada amb el premi Mots Passants de la Universitat Autònoma de Barcelona l'any 2009, per la millor traducció de l'obra francesa El manuscrit trobat a Saragossa, de Jan Potocki. Segons les seves pròpies paraules, és una de les obres que se sent més orgullosa d'haver traduït. El 2010 va rebre el Premi de traducció Vidal Alcover de la ciutat de Tarragona per la traducció El sopar de cendra, de Giordano Bruno. El 2016 va rebre el Premi Trajectòria 2016 atorgat pel Gremi d'Editors durant La Setmana del Llibre en Català.
També és autora de l'assaig El ritme de la prosa (2011).

## Dades biogràfiques
Nascuda a Barcelona, és filla del químic (i poeta) Enric Casassas i Simó, antic president de l'Institut d'Estudis Catalans i de la també química «Pepita» (Josepa) Figueras i Cros, germana de la dissenyadora gràfica Maria Casassas i Figueras i del poeta Enric Casasses i Figueres, com també neta del pedagog Enric Casassas i Cantó. Es va criar principalment entre Barcelona i l'Escala, d'on prové la mare.

## Principals obres traduïdes
Algunes de les seves principals traduccions del francès i l'italià són:
- Les aventures d'en Pinotxo. Història d'un titella, de Carlo Collodi amb il·lustracions de Pep Montserrat
- El manuscrit trobat a Saragossa, de Jan Potocki
- La cena de le ceneri, de Giordano Bruno
- In cosa crede chi non crede? d'Umberto Eco i Carlo Maria Martini
- Le lion de Joseph Kessel
- Le fond de la bouteille de Georges Simenon
- Le petit prince, d'Antoine de Saint-Exupéry en col·laboració amb Enric Casasses
- Le cousin Pons d'Honoré de Balzac
- La femme de trente ans d'Honoré de Balzac
- Cette aveuglante absence de lumière de Tahar Ben Jelloun
- Danubio de Claudio Magris
- Microcosmi de Claudio Magris
- Alla cieca de Claudio Magris
- Els casos del capità Flores. El misteri de la cadira de rodes de Laura Mancinelli
- Els casos del capità Flores. Killer presumpte de Laura Mancinelli
- Els casos del capità Flores. Persecució infernal de Laura Mancinelli
- Le Dernier Jour d'un Condamné de Victor Hugo
- Lezione americane d'Italo Calvino
- Un filo di fumo d'Andrea Camilleri
- La compagnie des spectres de Lydie Salvaire
- Ombre sultane d'Assia Djebar
- Allah n'est pas obligé d'Ahmadou Kourouma
- Sur la lecture de Marcel Proust
- Aux fruits de la passion de Daniel Pennac
- Next d'Alessandro Baricco
- Senza sangue  d'Alessandro Baricco
- Omero, Iliade  d'Alessandro Baricco
- Privo di titolo  d'Andrea Camilleri
- Vingt-quatre heures d'une femme sensible  de Constance de Salm
- Cahiers de la guerre de Marguerite Duras
- L'infinito viaggiare  de Claudio Magris
- La storia non è finita  de Claudio Magris
- La solitudine dei numeri primi, de Paolo Giordano
- Estate al lago d'Alberto Vigevani

## Premis
- 2016: Premi Trajectòria, atorgat per la Setmana del Llibre en Català.[6][3]